# CAESAR (artillerie)

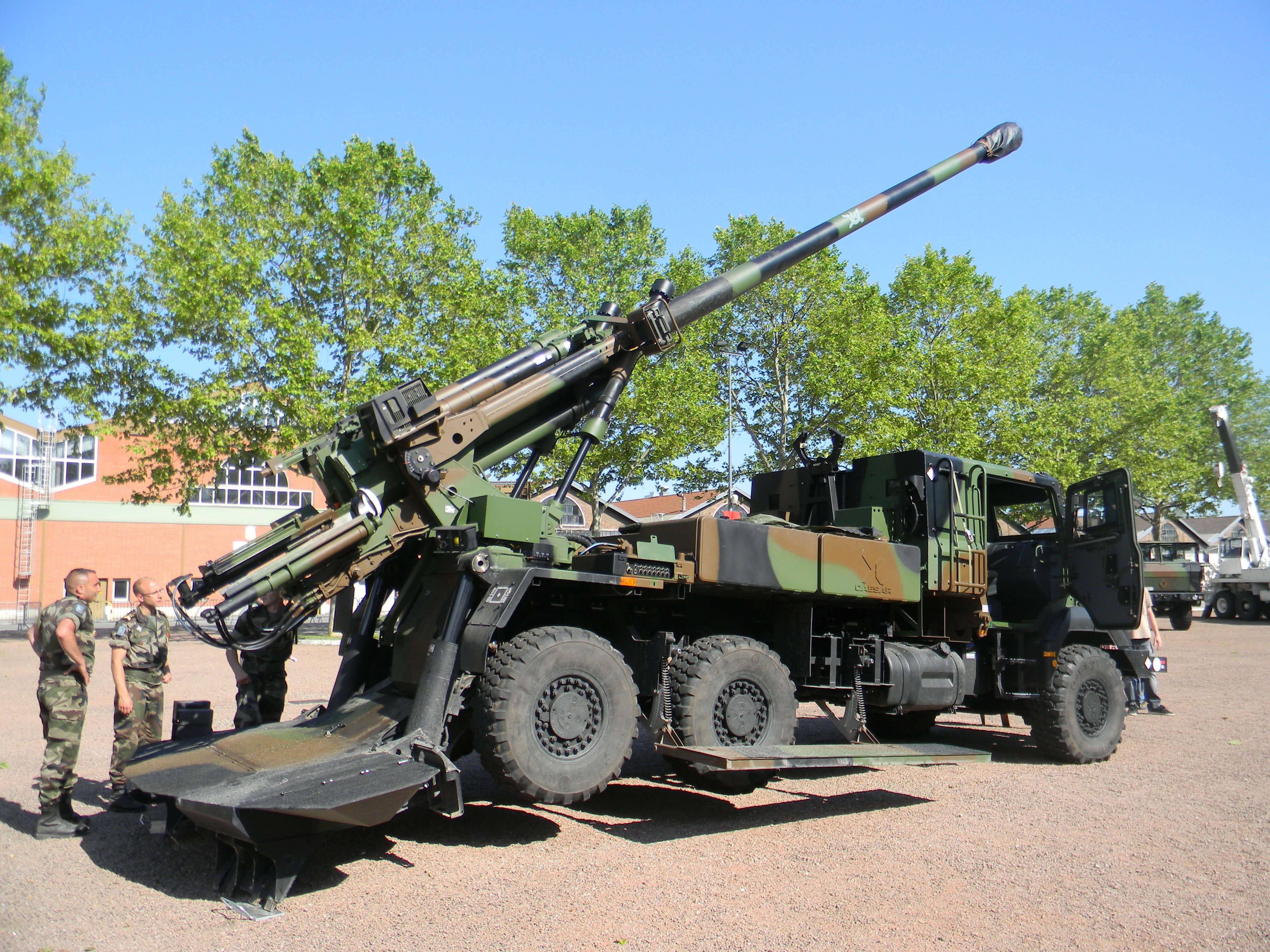
Achteraanzicht

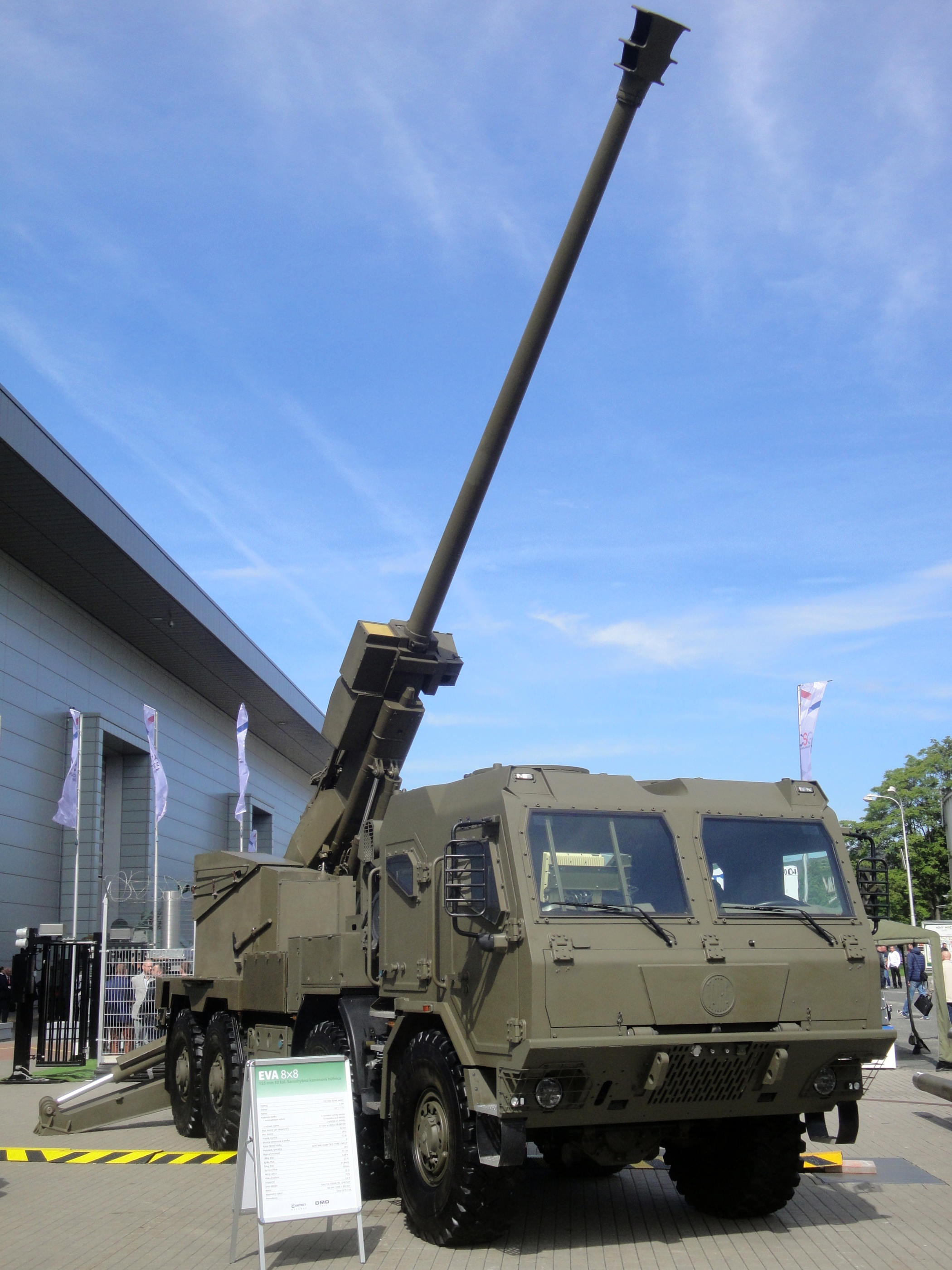
Tatra 815 met 155mm-kanon

De CAmion Équipé d’un Système d’Artillerie of CAESAr is een Frans systeem van gemechaniseerde artillerie waarbij op een vrachtwagen een kanon van 155mm is geïnstalleerd. Het is een Frans ontwerp dat sinds 2008 in gebruik is bij de Franse strijdkrachten en ook naar verschillende landen is geëxporteerd. Het is ontworpen en vervaardigd door Nexter, sinds 2024 gekend als KNDS France.

## Geschiedenis
Het CAESAr-project begon in de jaren 90. Het begon als een project van GIAT Industries. In 1994 werd een prototype aan het Franse leger geleverd. Het wapen is vervolgens vier jaar getest.
In december 2004 gaf het leger de opdracht voor de bouw van 72 stuks. De waarde van dit contract was US$ 358 miljoen. In juli 2008 werd het eerste CAESAr-systeem opgeleverd.
CAESAr is mobieler dan getrokken kanonnen en houwitsers, maar minder mobiel dan rupsvoertuigen. Voor Frankrijk is het kanon geïnstalleerd op een Renault vrachtwagen. Dit voertuig heeft aandrijving op alle wielen (6x6). De bemanning werkt onbeschermd al is de bestuurderscabine van licht pantser voorzien. Voor de bediening van het systeem zijn 5 à 6 mensen nodig, maar in noodsituaties kan voor korte tijd met drie mensen worden volstaan. Naast de Renault Sherpa wordt ook de Tatra 815 (8x8), gebruikt als mobiel platform voor het kanon.
In februari 2017 gaf Nexter te kennen dat het 270 exemplaren heeft geproduceerd. Deze hebben meer dan 80.000 granaten afgevuurd waarmee het systeem zich heeft bewezen.
Op 1 september 2022 zijn er nog eens 474 systemen besteld, 110 door het Franse leger en 364 door buitenlandse strijdkrachten, waaronder Saoedi-Arabië (132), België (28), Denemarken (19), Indonesië (55), Marokko (36), Tsjechië (52), Thailand (6) en Litouwen (18). In mei 2022 bestelde België de eerste 9 exemplaren waarvan de levering is voorzien vanaf 2027. In juni volgde een additionele order voor nog eens 19 exemplaren.
In 2022 leverde Frankrijk 18 stuks aan Oekraïne als een antwoord op de Russische invasie van het land. In januari 2023 besloot Denemarken alle 19 CAESAr-systemen van het Deens leger naar Oekraïne te sturen.
In februari 2022 kreeg Nexter een contract van het Franse leger voor de ontwikkeling een nieuwe generatie (Mark II) van dit systeem. Dit betreft een nieuw chassis met een krachtigere motor van 460 pk en een nieuwe automatische versnellingsbak. De cabine wordt van extra pantser voorzien ter bescherming van de bemanning. Verder komt er nieuwe vuurleidingssoftware. In 2024 werden 30 nieuwe voertuigen aangeschaft bovenop de bestaande 76 CAESAR's die al in gebruik zijn, en 109 nieuwe Mark II’s besteld. Ook België en Litouwen plaatsten bestellingen voor de Mark II, met respectievelijk 28 en 18 stuks.

## Kenmerken
Het kanon wordt geïnstalleerd op een vrachtwagen met aandrijving op alle wielen. Er zijn drie voertuigen in gebruik, dit zijn de Renault Sherpa, de Mercedes-Benz Unimog U2450 (allebei 6×6) of de Tatra 815 (8×8). Al deze voertuigen bieden een redelijke mate van mobiliteit.
| Voertuig             | Renault Sherpa | Tatra 815 |
| -------------------- | -------------- | --------- |
| Aandrijving          | 6×6            | 8×8       |
| Max. snelheid op weg | >80 km/h       | 90 km/h   |
| Idem in terrein      | >50 km/h       | 50 km/h   |
| Bereik               | >600 km        | 600 km    |
| Gewicht              | <18 ton        | 32 ton    |
| Lang                 | 10,0 m         | 12,3 m    |
| Breed                | 2,55 m         | 2,8 m     |
| Hoog                 | 3,7 m          | 3,1 m     |

Het kanon heeft een kaliber van 155mm en de loop is 52 kalibers lang, dit is 52×155mm=8,1 meter. Een Renault Sherpa kan 18 granaten meenemen en voor de Tatra 815 is dit 36 stuks.
De granaten kunnen doelen treffen tussen de 4,5 en 42 kilometer. Worden speciale granaten gebruikt met raketaandrijving, dan komt het bereik op meer dan 50 km tot maximaal 80 km. Alle granaten die behoren tot de NATO-standaardmunitie kunnen worden gebruikt.
Het kanon beschikt over een geïntegreerde en autonome ballistische computer met navigatiesysteem. De eigen positie wordt door middel van GPS nauwkeurig bijgehouden. De positie van het doel kan worden ingevoerd door de bemanning of door een commandocentrum of waarnemers meer bij het doel. De computer houdt zelf rekening met diverse factoren zoals de weersomstandigheden en de eigenschappen van het doel. De verwerking van de gegevens is snel en trefzekerheid van de granaat is hoog. De granaat komt binnen een straal van 50 meter neer bij een doel op 40 kilometer afstand. Bij grotere afstanden neemt de nauwkeurigheid af.
Tussen het moment van stilstaan op positie en het eerste schot ligt minder dan 60 seconden. Het vertrek gaat nog sneller en kan binnen 40 seconden plaatsvinden. De hoge mate van mobiliteit en snelheid maken een goede bescherming van de bemanning minder noodzakelijk omdat het voertuig al weer vertrokken is voor de vijand tegenmaatregelen kan nemen. Deze tactiek wordt ‘shoot and scoot’ genoemd.